# Tasman Mako
Los Tasman Mako son un equipo provincial profesional de Nueva Zelanda que representa a la Tasman Rugby Union de la zona de la bahía de Tasman en competencias domésticas de rugby.
Participa anualmente en el National Provincial Championship, competición en la cual ha logrado dos campeonatos, el último en 2020.
En el Super Rugby es representado por el equipo de Crusaders.

## Historia
Fue fundada en 2006, nace de la unión de las asociaciones de Marlborough y Nelson Bays. 
Desde el año 2006 participa en la principal competición entre clubes provinciales de Nueva Zelanda, en la cual lograron su primer campeonato en 2019.

## Palmarés

### Primera División
- Premiership de la Mitre 10 Cup (2): 2019, 2020

### Segunda División
- Championship de la ITM Cup (1): 2013

## Jugadores emblemáticos
- Liam Squire
- Robbie Malneek
- Jimmy Cowan
- Greg Feek
- Chris Jack
- Caleb Ralph
- Sakaria Taulafo